# Alain Lambert (poète)
Ne doit pas être confondu avec l'homme politique Alain Lambert
Pour les articles homonymes, voir Lambert et Alain Lambert.
 (octobre 2024).
 (octobre 2024).
Il peut être nécessaire de l'améliorer pour respecter le principe de neutralité de point de vue. Veuillez consulter la page de discussion pour plus de détails.

Alain Lambert, né le 9 février 1931 à Toulon et mort le 9 mai 2008 à Nice, est un poète et violoncelliste français d’origine bretonne.

## Biographie
Président du jury du Prix Antonin-Artaud à Rodez en 2006, il représentait depuis 1974 la principauté de Monaco aux Biennales internationales de poésie de Knokke-Heist, puis de Liège.
Premier Prix de violoncelle, Premier Prix de musique de chambre, il est diplômé en formation professionnelle de musique de chambre du Conservatoire national supérieur de Paris.
Il a été membre pendant huit ans du quintette Pro Arte de Monte-Carlo. Entre 1975 et 1976 il est deuxième soliste de l'Orchestre national de Lille. Jusqu'en 1997, il est membre de l'Orchestre philharmonique de Monte-Carlo.

### Poésie
- Tu me fais chaud, Éd. Millas-Martin.
- Îles vigiles, Éd. Millas-Martin. Prix François Villon.
- Cyprès sombré, Éd. Saint-Germain-des-Prés. Prix Louise-Labé.
- La demeurante, Éd. L'Étoile & la Clé.
- Continuo, Éd. Sud.
- Le don d'incertitude, Éd. Jacques Brémond.
- L'entretien d'hiver, Éd. Æncrages & Co. Prix Antonin Artaud.
- Fortunes de mer, Éd. Æncrages & Co.
- Ne vous retournez pas, Éd. Alain Benoît.
- D'un bleu que rien ne double, Éd. Trident neuf (L'incitatoire, 2005).
- Carte Muette, Éd. Æncrages & Co (mai 2009).

### Ouvrages collectifs
- Poésie I
- Cent poètes pour jeunes d'aujourd'hui, Le Cherche midi.
- La Habana, Éd. Æncrages & Co
- Nue, Éd. La dragonne.

### Prose
- Tempo di capriccio, Les Éditeurs français réunis.
- Pierres dures, tendres îles, Éd. Æncrages & Co.
- Enfant parmi les arbres, Éd. Alain Benoît.
- La serre, Éd. Trames.

### Livres d'artistes
- Plumier, 30 exemplaires avec 6 dessins et collages de Daniel Nadaud, Éd. Area, Alin Avila éditeur (1994).
- Reclus, 40 exemplaires avec des gouaches de Patrick Lanneau, Éd. Area, Alin Avila éditeur (1996).

### Biographie
- Maurice Maréchal, la voix du violoncelle, Éd. Papillon, 2003  (ISBN 978-2940310166)[2].